# Rivas (departamento)
Rivas é um departamento da Nicarágua, sua capital é a cidade de Rivas. Fica situado entre o Lago Nicarágua, o Oceano Pacífico e a Costa Rica.
A ilha Ometepe está localizada no Lago Nicarágua e faz parte do departamento, nesta ilha encontra-se o vulcão Concepción, com 1.631 metros de altura.
As principais atividades econômicas são a produção de cereais, frutas tropicais e a pecuária. 
O porto San Juan del Sur encontra-se no Oceano Pacífico.

## Municípios
O departamento encontra-se subdividido em 10 municípios:
1. Altagracia
2. Belén
3. Buenos Aires
4. Cárdenas
5. Moyogalpa
6. Potosí
7. Rivas
8. San Jorge
9. San Juan del Sur
10. Tola